# دکلان جان
دکلان جان (انگلیسی: Declan John؛ زادهٔ ۳۰ ژوئن ۱۹۹۵) یک بازیکن فوتبال اهل ولز است که در پست مدافع برای باشگاه فوتبال کاردیف سیتی در لیگ برتر فوتبال انگلستان بازی می‌کند.
از باشگاه‌هایی که در آن بازی کرده‌است می‌توان به باشگاه فوتبال بارنزلی و باشگاه فوتبال چسترفیلد اشاره کرد.

## نگارخانه

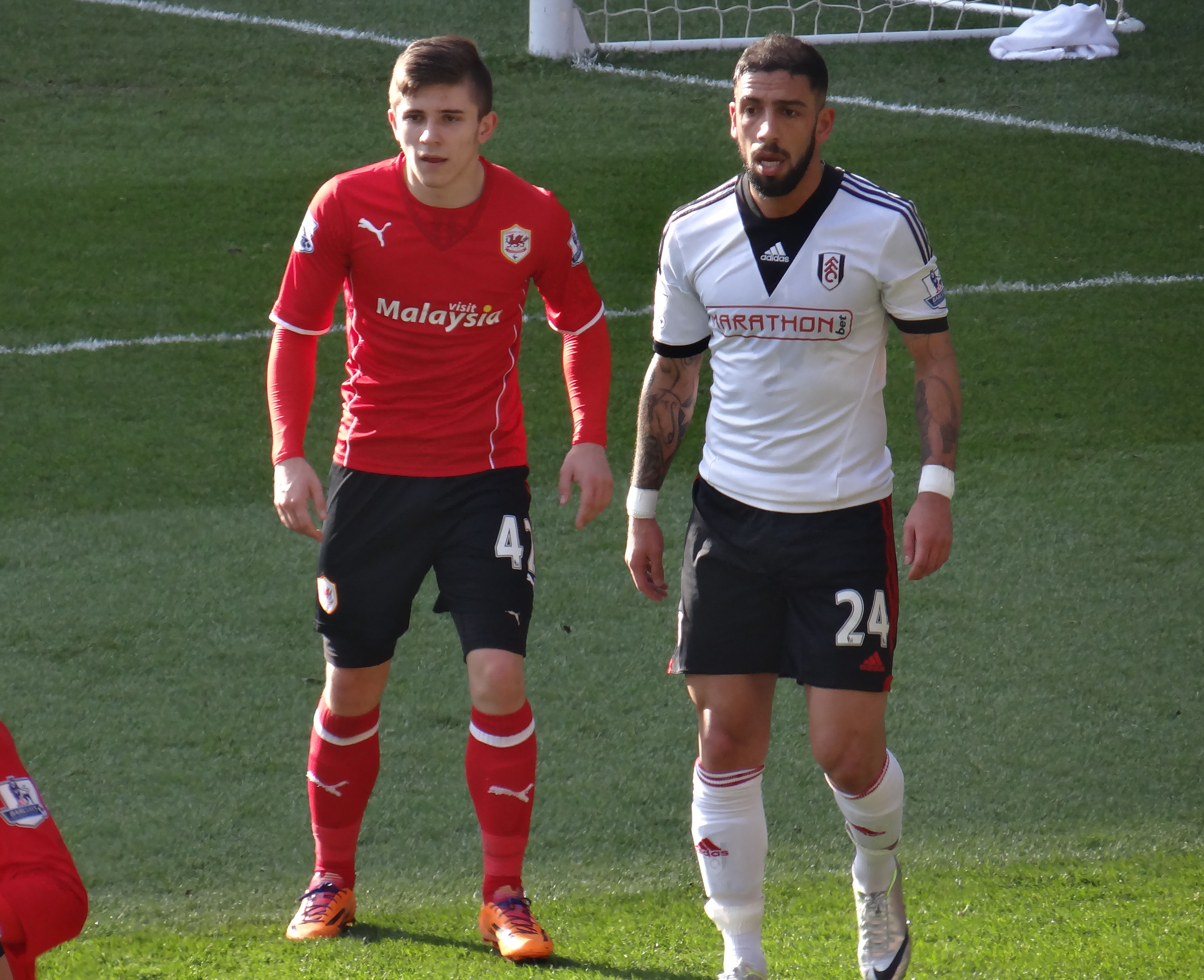
دکلان جان (سمت چپ) به همراه اشکان دژآگه (سمت راست)